# Трикутник (гора, Крим)
Гора Трикутник (1000 м н.р.м.) розташована над селищем Паркове, на 2 км на захід від Морчекі (Крим). Стіна має західну орієнтацію, тому з нижньої дороги майже не видно. Протяжність стіни в центральній частині понад 400 м, перепад більше 300 м. Підходити під стіну найкраще через кар'єр. Від джерела вгору по осипу 15 хв до стіни. По стіні пройдено три маршрути 6-ї к.скл. По півд.-зах. гребеню проходить 3-ка. На стіні ще багато можливостей для першопроходжень.

## Маршрути
- Назва не відома 5Б/6А, пройдений у 1970-ті роки кримською командою (початок в 30 метрах лівіше м-ту «Ренесанс»).
- «Ренесанс» 6А, F7b/7b, A0 (або VI, A3), 440 м, О. Жилін, С. Калачов, О. Лавриненко, В. Могила (Одеса), 2001.
- «Грищенко» 6А, VI, A3, 420 м, В. Грищенко.
- «Форостяна» 6А.
- «Трійка» 3Б.